# Finca Corredor
Pour les articles homonymes, voir Corredor.
Finca Corredor est une localité de la province de Chiriquí, au Panama.